# 臨済宗東福寺派

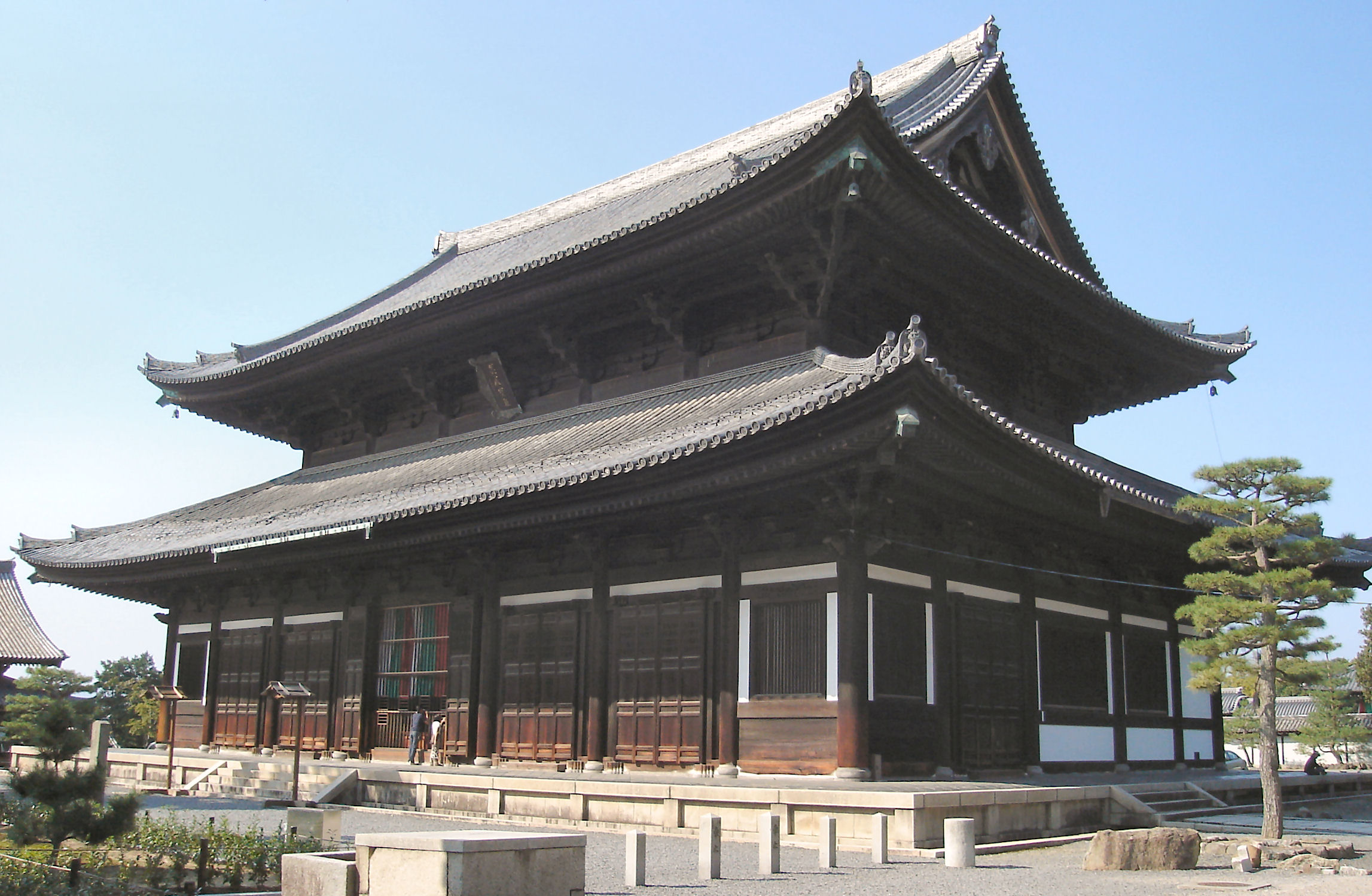
東福寺

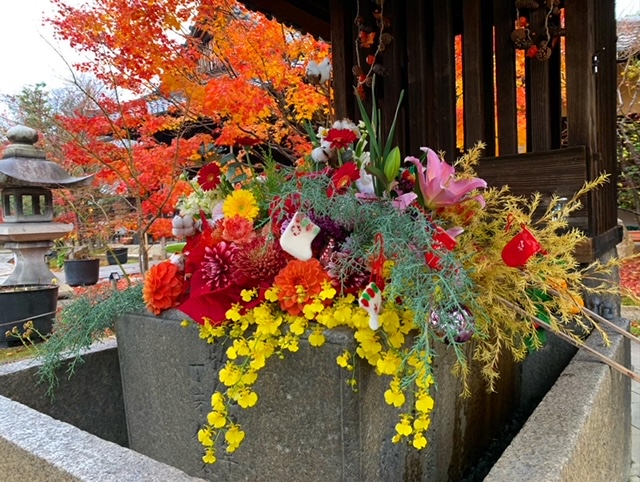
勝林寺の花手水

臨済宗東福寺派（りんざいしゅうとうふくじは）は、臨済宗の宗派。大本山は東福寺。

## 歴史
1236年（嘉禎2年）、宋に渡り帰国した円爾（弁円）が東福寺を開基したことが始まりである。東福寺は九条道家が九条家の菩提寺としてこの地に身の丈五丈（約15m）の釈迦如来像を安置する大寺院を建立することを発願したことが創建のきっかけであり、寺名は奈良の東大寺と興福寺の二大寺から1字ずつ取って「東福寺」とした。
また戦国時代に毛利家の外交僧として活躍した安国寺恵瓊が東福寺派であったことで知られている。

## 主な寺院
- 東福寺
- 承天寺
- 万寿寺
- 勝林寺
- 興昌寺
- 大安寺
- 海会寺
- 桃林寺
- 保国寺
- 茂松寺